# 超神伝説うろつき童子
『超神伝説うろつき童子』（ちょうじんでんせつうろつきどうじ）は、前田俊夫による成人向け漫画、及びそれを原作として制作された各種作品群。本項では、アダルトアニメ版を中心に解説する。

## 漫画版

### 概要（漫画版）
1984年から1986年まで『漫画エロトピア』（ワニマガジン社）に連載された。単行本は1986年から1989年にかけて、全6巻がワニマガジンコミックスから発売されている。漫画というよりは劇画に近いタッチで描かれる、「獣人界」「人間界」「魔界」といった3つの世界による凄絶な世界観や物語、そして、獣人や魔人による人間の女性への凌辱を中心とした過激なセックス描写が話題を呼び、後のアダルトアニメ版の原点となった。原作漫画の世界観では、この世には魔界と人間界だけしかなく、アニメ化に際して獣人界が加えられて「三界」の設定が出来ている。
女性が触手で凌辱されるアイデアは、検閲を逃れるためのトリックとして前田が思いついたという。連載当時は現代よりもセックス描写のある漫画に厳しかったため、陰茎をモンスターの長い触手として描けば良いだろうという思いからであった。もうひとつは、触手で犯されている最中に女性が宙に浮いて様々な体位を見せられるのが良いという考えだ。しかし編集部はSFに理解がなく、普通のボーイ・ミーツ・ガールのありきたりなセックス漫画を求めた。前田は、これはSFやモンスター物の文脈で奇妙なセックスシーンを描くのが目的だと主張。それでも編集者が強い言葉で止めるように言ってきたため、急いで連載を終了させたが、その後に単行本が飛ぶように売れたという。

### 主な登場人物（漫画版）
天邪鬼（あまのじゃく）
声 - 西村智博
アニメ版全作品を通して登場する、狂言回し役の獣人。伝説の超神を探し、人間の姿に擬態して天野 一（あまの はじめ）と名乗り、人間界へやってきた。
半ばオールバックで逆立った髪型と左右の頬に3本ずつある髭のような跡が特徴。関西弁で話す。漫画版では人間の赤子の命を粗末にする利己的で冷淡かつ好色な性格であるが、アダルトアニメ版ではそういう面は抑えられている。超神、海の魔王に次ぐ、世界で三本の指に入る実力者。
人間の姿でも獣人態でも強力なパワーを発揮するが、純血の獣人族ではなく半獣人である。
南雲 辰夫（なぐも たつお）
声 - 鈴置洋孝
主人公。明神学園に通う超神候補の1人で、ちょっと弱気かつムッツリスケベな男子学生。伊藤明美に片思いしていたところ、彼女の勘違いから付き合うこととなる。
交通事故で絶命するも、搬送先の病院で蘇生して看護婦を犯し殺したり、魔人の力を手に入れた仁木に殺されかけて逆に惨殺したりと、物語序盤から完全覚醒の兆候を見せ始める。愛し合う明美と結ばれ、セックスで彼女を身ごもらせた直後に完全覚醒を迎え、巨大な破壊神に変貌する。
伊藤 明美（いとう あけみ）
声 - 麻上洋子、水谷優子（『魔胎伝』）、山口由里子（『完結編』）
メインヒロイン。学園のアイドルで、新体操に打ち込むツインテールの女子学生。
教師に化けていた魔界の妖鬼に凌辱されているところを天邪鬼に助けられるが、気絶していた明美は南雲に助けられたと思い込み、彼の恋人となる。南雲とは急速に惹かれ合うも、彼を巡って起こる日々の事件に邪魔されたり、仁木に誘拐されて南雲を殺すための餌にされたりするなど、なかなか一線を超えられない。遂に南雲と結ばれた際、セックス中に完全覚醒を始めた彼の変貌を目の当たりにする一方、凄まじい快感を与えられながら共に絶頂へ上り詰め、物語の鍵となる子（真の超神）を身ごもる。
恵（めぐみ）
声 - 岡本麻弥、高田由美（『魔胎伝』以降）
天邪鬼の妹。天邪鬼と共に伝説の超神を探し、人間の姿に擬態して天野 恵（あまの めぐみ）と名乗り、人間界へやってきた。天邪鬼同様、半獣人。
南雲を性的に「摘み食い」しようと目論んだり、性欲を満たすために下等な魔物に身を任せたりするなど、良くも悪くも明け透けな性格。漫画版では強度の淫乱で自己中心的な性格であり、魔物の姿に化けて人間を喰っているが、アニメ版では好感を持たれる性格に変更されている。アダルトアニメ版初期三部作では明美を遥かに上回る人気を得たことから、『完結地獄篇』の後に恵をメインヒロインに据えたスピンオフ作品『魔胎伝』が制作された。
黒子（くろこ）
声 - 柏倉つとむ
天邪鬼の手下。天邪鬼、恵と共に伝説の超神を探し、人間界へやってきた。手のひらに乗るほどのサイズで自由に空を飛んだり、壁を潜り抜ける能力を持つ。
尾崎 頼一（おざき よりいち）
声 - 堀内賢雄
天邪鬼が超神候補として目をつけたイケメンの男子学生。明神学園の3年生で、女生徒たちに非常に人気がある。
ふとしたことから舐めた南雲の血によって驚異的な力を発揮し、取り巻きの少女3人をそれまで以上に心身とも虜にするが、まもなく身体は力に耐えきれず自壊してしまう。
水角獣（すいかくじゅう）
声 - 若本規夫
超神を付け狙う魔界の妖鬼。昔の戦いで天邪鬼に顔を傷つけられ、怨みを抱いている。
超神が理想の世界を創造すると思っている天邪鬼に、実際は三界を崩壊させる恐るべき存在だと伝え、死亡する直前に天邪鬼に超神の始末を頼んだ。スピンオフ作品『放浪篇』第3話にも出演。
仁木 勇一（にき ゆういち）
声 - 山寺宏一
南雲以上に気弱な学生。漫画版では本名は「太郎」だが、それが気に入らず「勇一」を自称している。
不良少女たちに虐められる日々の中、明美に思いを寄せていたところ、水角獣に利用されて魔界の異形な陰茎と、魔人の力を得る。それらを用いて不良少女たちへの復讐を遂げた後に明美を誘拐し、誘い出した南雲を瀕死に追い込む。南雲を救おうとする明美にオナニーを強制した挙句にレイプしている最中、破壊神として覚醒する片鱗を見せた南雲に惨殺される。
長老（ちょうろう）
声 - 郷里大輔
993年も生き続けている獣人界の長老。超神伝説の真偽を確かめるべく、最期の力を使って天邪鬼を近未来の日本へと送る。漫画版では天邪鬼が孫娘のミミと逢引を重ねていたことで、怒った長老が天邪鬼を魔界から追放した設定になっている。
ミミ
声 - 松下美由紀
『魔胎伝』『未来篇』に登場。獣人界の長老の孫娘。
奔放な性格の美少女で、祖父の目を盗んで天邪鬼と逢引している。セックスでオーガズムに達すると相手とと共に未来視できる超能力を持ち、この能力を通して天邪鬼は三界崩壊後の混沌の世界や、狂王ヒミと武獣の姿を見た。

## アダルトアニメ版

### 初期三部作・スピンオフシリーズ 概要
タイトル名は原作と同じ。以後ブームとなる触手アダルトアニメの先駆け的作品。初期三部作は漫画版をほぼ忠実にアニメ化しているが、完結後に制作された『魔胎伝』以降は、初期三部作の途中から分岐させてアニメ独自にその後の世界を描いた、スピンオフシリーズである。
企画に西崎義展、監修に山本暎一と、『宇宙戦艦ヤマト』のメインスタッフによる主導のもと、キャラクターデザインをはじめ作画スタッフには『機動戦士Ζガンダム』や『機動戦士ガンダムΖΖ』のメインスタッフが多数参加した。声優陣は天邪鬼役の西村智博（現：西村朋紘）やミュンヒハウゼン2世役のデーモン小暮（現：デーモン閣下）を除いてクレジットはほぼ非公表だが、企画者の代表的な作品や当時のテレビアニメ作品などでよく聞かれる面々で話題となった。
VHS版発売当時の初期三部作（JAVN版）はアダルトアニメに関しての規制が曖昧だったこともあり、21世紀現在では不可能とされる性器の詳細な描写が存在する。また、特に初期三部作は一般作品と比べても遜色のないほどのクオリティを誇る。他のPM Entertainment作品のように、全編を通して描かれるグロテスクなシーンはもとより、『超神誕生編』では魔人による明美への凌辱、驚異的な力を得た尾崎と彼の取り巻きの少女3人による4P、覚醒しかけた南雲による看護婦強姦、『超神呪殺篇』では魔人の力を手に入れた仁木による不良少女たちへの凌辱、下等魔物による恵への凌辱、そして『完結地獄篇』では完全覚醒を始めた南雲に凄まじい快感を与えられながら上り詰めていく明美など、アダルトアニメとしての見所も多い。そういった見せ場では平常時以上に力が入る作画も、後年に渡って高く評価される理由となった。
スピンオフシリーズは『未来篇』以降にシナリオの迷走が始まり、制作会社の諸事情も重なって『完結篇1』で打ち切りとなったが、その後年には初期三部作のリメイク版『THE UROTSUKI』（ジ・ウロツキ）が制作された。ただし、ほとんどのスタッフやキャストは一新されている。

#### あらすじ（アニメ版）
各編の順番は作中の時系列順。
超神誕生編
3千年に1度甦り、魔界、獣人界、人間界をひとつにし、永遠の世界を創るという超神。その超神伝説を信じ、人間界を300年以上うろついている獣人界の天邪鬼は、明神学園の新体操部員伊藤明美を襲っている妖鬼を倒した。だが目覚めた明美は、目前にいた南雲辰夫が助けてくれたと勘違いして恋に落ちる。天邪鬼は、バスケットボール部のエース尾崎が、天邪鬼の妹・天野恵は南雲が超神ではないかと目星をつけていた。
獣型のモンスターに変身した尾崎に天邪鬼が戦いを挑むと、いともあっさり尾崎の変身態は死んでしまい、天邪鬼は彼が南雲の血を舐めたことで疑似超神化したことに気付く。その頃、交通事故で死亡していた南雲は霊安室で生き返り、女性看護師を犯していた。別人格で覚醒した南雲は病院を破壊し、多くの人間の身体を吸収して100メートル以上の巨体の怪物と化す。どうやら本当の超神は南雲だったようだ。
魔胎伝
南雲の従兄弟の桐生武明は旅客機事故で負傷し、南雲の輸血を受ける。それは超神を上回る狂王の召喚を企むミュンヒハウゼン2世が、地獄から呼び出した虎鵬鬼を使って仕組んだことだった。南雲の輸血を受け、常人離れした運動神経を発揮した武明と、天野恵は互いに惹かれ合う。自分の異変に苦しむようになった武明は、恵から超神にまつわる真実を明かされ、運命に負けないでと励まされる。
狂王を呼び出す装置を都庁ビル上に設置したミュンヒハウゼン2世は、その復活の儀式の生贄として恵を捕らえた。自我を失くした武明は、装置に拘束されている恵を犯しながら疑似超神に変身し、その強烈なセックスが長時間続けば恵は死ぬだろう。そこへ現れた南雲は、武明の攻撃で瀕死となり、超神に変身する。一方、恵の救出に来た天邪鬼は、ミュンヒハウゼン2世と交戦して撃破する。恵は涙ながらに武明にとどめを刺し、我に返った彼は恵の名を呼んだ。天邪鬼はこの事件に関する南雲の記憶を消去した。
超神呪殺篇
明美に好意を抱く、暗くて気弱な仁木は、学園のスケバングループのいじめの対象にされていた。その上、家では暴力的な両親の虐待を受けているコンプレックスの塊だ。超神の抹殺を企てる水角獣は、南雲に嫉妬心を抱く仁木をそそのかして悪魔に魂を売らせる。仁木は超神の力を取り込むべく、明美の顔に付着した南雲の精液を舐めて怪物に変貌した。
水角獣は仇敵の天邪鬼と激しく戦う中で、超神が理想の世界を創ると信じている天邪鬼に「超神は貴様が考えているようなものではない！ 今に分かる」と言い残して死亡。一方、超神の力を発揮した南雲は、赤子の手をひねるように仁木を惨殺。元の姿に戻った南雲は、仁木を殺害したショックでその場を逃げ出す。南雲が超神とは思えないという獣人界の長老は、超能力で天邪鬼を未来の日本に送る。天邪鬼が見たものは、巨体の怪物・南雲の破壊行動で荒れ果てた地上の惨状、そして青白く光る大阪城だった。
完結地獄篇
南雲と明美は心を通わせて初めてのセックスを行なうが、性交中の南雲の肉体は変貌し、2メートルほどの超神に変わって行く。膣内に射精を受けた明美が恍惚に浸っている時、南雲は全高数百メートルの破壊神となり、強力なエネルギーで魔界、獣人界、人間界を隔てる壁を崩壊させる。風角鬼と炎角鬼の力を借り、仁木の遺体を使って甦った水角獣は、召喚した海の魔王で超神南雲を攻撃。致命傷を負った水角獣は、超神は理想の世界を創る者ではなく、三界を破壊し尽くす悪魔だと天邪鬼に告げ、超神を葬るよう託して絶命する。
獣人化した天邪鬼は戦いを挑むも、超神の体内に取り込まれ手も足も出ない。明美の子宮に宿った真の超神は、真実を語り出す。3千年前に3つの種族を創って眠りについた超神は、次に目覚める時に人間が悪しき存在になっていたら、それら全てを滅ぼす気だったと。南雲は明美の中に射精して超神の子を受精させる役割を果たした後、破壊の鬼として世界を殲滅。その100年後に母体より目覚めし真の超神は、従来の人間と異なる新人類を創り、南雲と明美は元の姿で生まれ変わって愛し合うという。真の超神を身ごもった明美は大阪城の中へと消えて行った。明美の助力で脱出した天邪鬼は「南雲と明美の未来を見届けるまでは死なへんで！」と超神に誓う。
完結篇
南雲が地上を焦土と化してから100年。結界に守られた大阪城の中で、明美は出産の時を迎える。天邪鬼は超神が創造した新人類ミヅチと戦うが、力量差は圧倒的で、敗北した天邪鬼は重傷を負う。ミヅチの催淫能力で性欲をたぎらせる天野恵は、膣内に収まらないミヅチの長く巨大な陰茎を突き込まれ、凄まじい絶叫をあげる。女体化した両性具有のミヅチはレズビアンセックスの最中、股間を密着させたまま男性化を始め、体内で陰茎が膨張して行くのを感じた恵は「凄い！ また男に…！」と絶倫なミヅチの腰使いに悶え狂う。初めて味わう途方もない巨根と、新人類が与える壮絶な絶頂の連続に耐えられず、恵は抽挿運動を受けながら遂に失神してしまう。
政府の特務機関に救出されていた天邪鬼は、朦朧とする意識の中で狂王ヒミの声を聞いて目覚める。ヒミは三界が崩壊した後の世界に生まれ、天邪鬼が旅の中で出会った、美しい心を持つ少女だ。狂王の力を借りてミヅチの複製体を倒した天邪鬼は、大阪上空の浮遊物体の中に真の超神がいると睨んで内部へ侵入、約束通り南雲をもとの姿に戻せと激昂する。新人類が三界の生き物すべてを滅ぼすまで、南雲にはまだ用があると超神は語り、天邪鬼は自分たちを滅ぼす気の超神に怒りの宣戦布告をするのだった。

#### 主な登場人物（初期三部作・スピンオフシリーズ）
風角鬼（ふうかくき）
声 - 荒川美奈子（『超神呪殺篇』）、滝沢久美子（『完結地獄篇』）
『超神呪殺篇』『完結地獄篇』に登場。風のようにたなびく髪を持つ半透明の女の妖鬼。
天邪鬼に敗れて絶命直前の水角獣に呼ばれ、その頭部から回収した角を仁木の遺体に刺し、魂の復活を計る。復活途中の水角獣との性交時に、緑の髪の成人女性に実体化。2股に分かれた陰茎を挿入された炎角鬼共々、完全復活した水角獣の射精により。身体が爆裂した。
炎角鬼（えんかくき）
声 - 高田由美
『完結地獄篇』に登場。炎のようにゆらめく髪を持つ半透明の女の妖鬼。
風角鬼と共に、水角獣に仕える愛人的存在。仁木の身体から復活を果たす水角獣のため、赤い髪の女性に実体化して身を捧げ、爆発的な射精を受け入れて肉体が破裂した。『劇場版 うろつき童子』には、水角獣に寄り添う風角鬼と炎角鬼の新作場面があるが、台詞は発しない。
ミュンヒハウゼン2世
声 - デーモン小暮、山口健（『未来篇』以降）
『魔胎伝』『未来篇』『放浪篇』に登場。狂王の力を得るため、父の代から暗躍し続けているマッドサイエンティスト。
戦時中、第三帝国に仕えていた父のミュンヒハウゼン博士は、ヒトラーの目前で狂王召喚に失敗したために処刑された。父の研究を引き継いで、狂王を我が物にすることに固執している。『魔胎伝』で天邪鬼に敗退して1度退場した後、『未来篇』では片目と身体を半機械化して復活しており、シーザーからは「ファウスト」の名で呼ばれていた。『完結篇』以外の全編を通じ、何度も天邪鬼の前に立ち塞がる。
桐生 武明（きりゅう たけあき）
声 - 松本保典
『魔胎伝』に登場。南雲の従兄弟。
当初はごく普通の少年だったが、ミュンヒハウゼン2世による航空機事故を経て、南雲の血を輸血されたことで非業の道を歩まされ、恵との悲恋を経験することとなる。
虎鵬鬼（こほうき）
声 - 若本規夫
『魔胎伝』に登場。ミュンヒハウゼン2世に従属している魔族。
100年前に獣人界の恵を愛したことが魔界の女王の逆鱗に触れ、地獄に堕とされていた。ミュンヒハウゼン2世の儀式で召喚され、渋々彼に従わされている。恵への執着は変わっておらず、3つ股に分かれた陰茎で彼女を犯すが、戦闘で致命傷を負った際に恵を助けてから絶命した。
シーザー
声 - 大友龍三郎
『未来篇』に登場。荒廃した東京一帯を支配する独裁者。アレクトーの父。
若い頃から娘のアレクトーを溺愛しており、関東の支配者になった後も娘に屈折した愛情を注いでいる。超神の打倒を目論み、ファウストことミュンヒハウゼン2世と組んでおり、要塞のようなシーザーズ・パレスには数基の核ミサイルを所有する。機械化した身体に合金製のペニスを何本も持ち、武獣に心奪われているアレクトーの尻や性器を犯す。労働力としてマケモノたちを奴隷のように酷使していたため、やがて彼らに反乱される。
武獣（ぶじゅう）
声 - 松本保典
『未来篇』『放浪篇』に登場。獣人、魔人、人間にも属さない新たな種族「魔獣（マケモノ）」の1人。
三界崩壊後の世界で、力や欲に身を任せて気ままに生きる巨漢の荒くれ者だったが、アレクトーやヒミとの出会いによって次第に情が通った性格に変わって行く。シーザーズ・パレスの崩壊を見届けた後、ヒミを連れて東京を出発。超神が待つという大阪城を目指す旅の中で、様々な事件に遭遇する。
アレクトー
声 - 高田由美
『未来篇』に登場。シーザーの娘。
父とは違って慈愛に満ちた性格の美女であり、シーザーズ・パレスから救い出した武獣に寺院で犯されるが、彼を恨まず恋に落ちる。正体はシーザーが事故死した娘の記憶を植え付けて作り上げた精巧な人造人間であるが、生身の人間と同等の感情と性感を持ち、武獣との性交で彼の子を妊娠した。
ヒミ
声 - 松下美由紀
『未来篇』『放浪篇』『完結篇』に登場。超神と互角の存在・狂王（きょうおう）となる運命にある少女。
寺院で武獣とアレクトーが絶頂を迎えた直後、本尊から発見される。わずか数日間で新生児から5 - 6歳ほどの容姿に成長し、超神が待つ大阪を目指して武獣と共に東京を旅立つ。『放浪篇』終盤はティーンエイジャーとなり、初潮を迎えた。
偽の超神に化けていた魔界の帝王に犯される中、妖艶な成人女性の姿に変わり、セックスのイニシアチブを握る。帝王の2本の陰茎を握り、自ら膣と肛門に挿入。その快楽に耐えられず、帝王は精を搾り尽されて自滅した。
ケン
声 - 菊池正美
『放浪篇』に登場。霧に包まれた地下にある、子供だけの街に住む少年。
超能力を持つ子供は大人になると力が消え、支配される側になってしまう。そのため、初潮を迎えた恋人のユミを連れ、地上へ逃れようとしていた。「恋人の目前で女の中に子種を噴き出せ」というユフラの嫌がらせで、怪物に凌辱されるユミの前で逆レイプを受け、成人女性の中で射精させられる。天邪鬼の助けでユミと共に地上に脱出するが、地下の霧がない環境では生きられない2人は、天邪鬼に心からの感謝を伝えて息絶えた。
ユミ
声 - 高田由美
『放浪篇』に登場。子供だけの世界に住む少女。
初潮を迎えて大人の身体になった女は、妊娠して子を産むだけの存在しか許されないため、ケンと一緒に子供の街から逃げようとした。魔界の怪物に犯された後、牢に閉じ込められる。天邪鬼に救出され、生まれて初めて見る地上の世界に感動するが、すぐにその命は尽きてしまった。全ては新人類を生み出すための超神の実験であったが、ユミたちの死は天邪鬼にショックと怒りを与えた。
エルス
声 - 柏倉つとむ
『放浪篇』に登場。大人を支配する残忍な子供の世界で最高権力を持つ少年。ファルスの弟。
武獣とヒミたちに無邪気で素直な子供の顔で接し、歓迎するふりをしながら子供だけの街に案内する。カーテンの向こう側にいるというファルスとは時々会話しており、彼にヒミを供物として捧げる気だった。
ファルス
声 - 岩永哲哉
『放浪篇』に登場。子供だけの世界の住人で、エルスの兄。
顔に火傷を負っているという理由で人前に出ない。実際には死亡済みでミイラ化しており、エルスはその死を受け入れられず、妄想で会話していた。
ユフラ
声 - 篠原恵美
『放浪篇』に登場。子供だけの世界の住人。
ユミとケンに苦しみを与える高慢で冷酷な少女。大人になりたくないばかりに超能力で抑え込んでいた成長が、天邪鬼の攻撃を受けて一気に促進。実際は成人女性であることがエルスに露見し、子供たちの虐待を受ける側になった。
妖炎姫（ようえんき）
声 - 五十嵐麗
『放浪篇』に登場。水角獣の妹。
ミュンヒハウゼン2世に偽の記憶を刷り込まれ、天邪鬼を憎むよう仕向けられた。もとは優し気な性格であったが、ミュンヒハウゼン2世に心を操られて好色で妖艶な女となる。
偽の超神
声 - 鈴置洋孝
『未来篇』『放浪篇』に登場。人間の南雲と同じ外見と声を持つ男。
破壊神・南雲が暴れ出してから20年目にして大阪城に出現。その理由は東国（あずまのくに）に狂王が現われたため、 100年も待っていられないということだった。正体は狂王の力を手に入れようと画策する魔界の帝王。ヒミの股間から流れ落ちた月経の血を飲み、本性を現わしてヒミを犯し殺そうとした。
ミヅチ
声 - 五十嵐麗
『完結篇』に登場。地上の住人を滅ぼすため、超神によって生命の泉から産み出された新人類。
オッドアイの瞳を持つ、中性的で細身の両性具有者。意のままに股間を男性器にも女性器にも変えられる。男性体では腹部までそそり勃つ巨根を備え、最強の獣人たる恵をセックスで陥落させる精力と性技を持つ。心に念じれば実体化する“想念の力”で、同じ顔をした複製体の兵士を大量に創り出せる。

#### スタッフ（初期三部作・スピンオフシリーズ）
- 原作 - 前田俊夫
- 企画 - 西崎義展、千葉博己、山木泰人、山木徳登
- 監督 - 高山秀樹、影山楙倫
- 監修 - 山本暎一（『完結篇』は脚本も兼任）
- 脚本 - 三陽五郎、杜野幼青、岸間信明
- 真・超神伝説コンセプト・ストーリー - 会川昇、大畑晃一、高山秀樹、山木泰人
- 未来篇コンセプト・ストーリー - 高山秀樹、會川昇、山木徳登
- キャラクターデザイン - 山下明彦、金剛寺弾、東野英太郎、さとうけいいち、つなきあき、関前力蔵、佐原亜湖、才木康寛
- モンスターデザイン – 水田麻里、金剛寺弾、小曽根正美、橋本敬史
- メカニックデザイン - 小林誠
- プロダクションデザイン - 柳野龍男
- 作画監督 - 水田麻里、金剛寺弾、笠見四郎、鷲田薫、柳沢哲也、さとうけいいち、つなきあき、佐原亜湖、金子匡邦、桑原幹根
- 美術監督 – 池田繁美、荒井賢、加藤浩
- 撮影監督 - 斉藤豊、安原吉晃
- 音響監督 - 本田保則、鶴岡陽太
- 音響制作 - 吉田知弘
- 音楽プロデューサー - 鶴岡陽太
- 音楽 - 天野正道
- プロデューサー - 山木泰人、山木徳登
- アニメーション制作 - フェニックス・エンタテインメント
- 制作 - ジャパン・オーディオビジュアルネットワーク、ウエスト・ケープ・コーポレーション

#### 製作
西崎義展がバンダイ、日本コロムビア、松竹などの出資により映像制作会社「JAVN（ジャパン・オーディオビジュアルネットワーク）」を立ち上げた際、同社の目玉企画としてペントハウスレーベルが作られ、その第1回目の企画として製作されたのが、前田俊夫の漫画を原作としたアダルトアニメ『うろつき童子 超神誕生編』であった。他にアニメ化の企画案に石井隆の漫画も候補に挙がっていた。
当初の製作費は、この当時のアダルトアニメの平均的予算とされる2,000万円弱で、西崎の思惑は低予算で作ってくれるアニメ会社に発注すれば良いというものだった。しかし作品の質に疑問を抱いたプロデューサーの山木泰人は、予算を最大限に活かすため外注や下請けに出さず、自分たちでアニメを作ろうと2DKのマンション1部屋を借りてスタッフ集めに奔走。作画スタジオのビーボォーから独立したばかりの北爪宏幸にキャラクター造型と作画の相談をし、北爪が自分の立ち上げた新スタジオに所属する若手アニメーターを引き連れて参加することが決まった。『宇宙戦艦ヤマト 完結編』や『オーディーン 光子帆船スターライト』などで助監督を務めた高山秀樹を監督にするのは、山木の最初からの想定通り。
明美役の声優を、西崎の代表作『宇宙戦艦ヤマト』シリーズから連れてくるのは、西崎自身の提案で、山木は名前を伏せるからという条件で出演を取り付けた。本編の制作を進める一方で、音楽は『オーディーン』の仕事を通じて知り合った天野正道に相談し、まだ絵が未完成の状況で作曲に入ってもらった。第1作『うろつき童子 超神誕生編』が完成するまでに投じられた製作費は、当初の倍近くの3,500万円弱であった。
パリのファンタスティック映画祭に出品するようJAVNの国際部に働きかけた山木の熱意が実り、無事に出品が決まった本作は、深夜の上映にも関わらずパリで好評を博した。プロデューサーのもとには、JAVN本社からも、出資会社の日本コロムビアからも「続編はまだか」と催促が来るようになる。当初から原作者、脚本家、監督、プロデューサーの一致した意見は4部構成で作る構想であったが、何故か西崎義展からは「次で終わり」と横槍が入り、妥協案として山木が出した意見は「あと2本で完結」だった。
この当時、JAVN作品として製作が進んでいた映画『パッセンジャー 過ぎ去りし日々』のロケ撮影に向かう車内で、全2作にするか3作にするかで西崎と激しい口論の末に「なら、好きにやれ！」という言質を引き出した山木は、第2作『うろつき童子2 超神呪殺篇』の製作を決定。第1作がヒットした勢いもあり、アニメーターたちの頑張りから50分の中編で動画枚数25,000枚という、アダルトアニメでは破格の制作体制で完成した。
第3作『うろつき童子3 完結地獄篇』の予算見積もりをした山木は、与えられている製作費を2千万円も超過しそうなことに気付き、『宇宙戦艦ヤマト』に倣って再編集版を劇場公開して資金を調達する方法を考えた。映画公開直後に第3作、数カ月後に劇場版のビデオを出せば爆発的に売れるだろうという提案にJAVNも西崎も乗り気で、『完結地獄篇』製作費の予算超過は解決される。
3館で公開された劇場版は宣伝費を回収する程度には上手く行き、OVAの第3作は空前の大ヒット、劇場版のビデオソフトも好評。山木は『うろつき童子』で知り合ったスタッフを引き連れ、自分のプロデュースで念願の企画『ジャイアントロボ THE ANIMATION -地球が静止する日』 に着手した。しかし西崎は『うろつき童子』のさらなる続編を山木に要求し、「お前が好きなように作ったんだから、これからは会社のために作れ。4か月に1本リリースする」と言った。第1作のクオリティを維持するには半年は必要であり、主要スタッフはすでにOVA『ジャイアントロボ』に移ってしまった。西崎の強引さに腹立たしさを感じる一方で、JAVNが困窮している事情を汲んだ山木は、『魔胎伝』以降も続編に取り組んでいった。
原作者の前田は、初期三部作の打ち合わせに参加し、『魔胎伝』の頃までは製作スタッフと意見交換をしながら良好な信頼関係だったという。『うろつき童子』の世界観を熟知しているスタッフへの信頼感から、三部作完結後に作ることになった『魔胎伝』は、こういう話にしたいという企画内容も「お任せします」と一任した。だが、細かい部分も含めて話し合ってくれた監督が現場を去り、別の監督が就任してからは、漫画とアニメは違うという考えからか原作サイドと話をしなくなり、前田が想像する物とは違う方向に物語が進んだ。それでもアニメ化の許諾を出してしまった以上、自分に愚痴をいう権利はないと思った前田は何も言わなかった。前田本人は、重いテーマ性の作品が好みであったが、アニメはヘビーさよりもエロとグロの方向に広がって行き、「それぞれの作品の面白さに違いが出た」と原作者の視点で評している。

#### 権利の移行
『超神伝説うろつき童子』の初期三部作及びスピンオフシリーズの版権は、当初はジャパン・オーディオビジュアルネットワークが保有していたが、1991年6月27日には東京地方裁判所に特別清算を申し立てて倒産したため、日本コロムビアを経て2009年10月23日にはミルキーズピクチャーズ、同年11月20日にはハピネットへ移行した。2009年11月から2010年1月にかけて、当時権利を有していたハピネットが、シリーズ全作品をパッケージングしたDVDボックス「『うろつき童子』レジェンドBOX」を全3巻にわたって発売。リリースはハピネットのアダルト専用レーベルのグリーンバニーからであった。
2018年4月1日にはバンダイビジュアルがランティスを吸収合併してバンダイナムコアーツとなったために同社が保有していた。2021年1月20日に設立されたハピネットファントム・スタジオが同年4月1日にファントム・フィルムを吸収合併し、ハピネットの映像部門を移管したため、同社が保有。
その後、2019年10月24日にミルキーレーベルが管理会社である有限会社MSピクチャーズを清算したうえ、2021年7月27日には株式会社ミルキーズピクチャーズの社名をジギーフィルムズに変更し、事実上レーベルは終了した。

#### 反響
『うろつき童子 超神誕生編』発売数日前に、プロデューサーの山木が聞いた予約本数は、期待に反してビデオカセット4,000本。レーザーディスクの売り上げを後から加えれば何とか採算は取れるという、ギリギリの数字だった。JAVN宣伝部の宣伝活動に期待できないと思った山木は、知り合いのアニメ雑誌編集部や大手出版社、スポーツ新聞などに電話をかけてプロモーションに明け暮れ、発売第１週のオリコンチャートの下位には食い込んだ。翌週からは破竹の勢いで売れだし、10週連続でオリコンチャートの50位内にランクイン。総売り上げはビデオカセットとLDを加えて23,000枚前後、レンタルビデオ店の回転率が1位になった。
1994年には、アメリカのスラッシュメタルバンド・テスタメントのアルバム『ロウ』に、同バンドが本作へ捧げたインストゥルメンタル「うろつき童子」が収録されている。2017年に同バンドが答えたBARKSのインタビューによれば、同アルバムの制作当時に本作の大ファンだったことから、セリフの音声を4か所だけ使いたくなって許諾を申請したが、アルバム1枚の制作費より高い5万ドル（後に2万ドル）を要求されて払えなかったため、メンバーのエリック・ピーターソンは当時のメンバーだったジェイムズ・マーフィーと共にスタジオでセリフを真似して録音したという。
女優の内田理央は2020年7月29日、自身のYouTubeチャンネル「だーりおCHANNEL」で、アダルトメディア研究科の安田理央との対談の中、昔から“触手もの”が好きであることを告白。前田俊夫と『うろつき童子』の存在もすでに知っていた内田は、海外人気が高い『うろつき童子』の話をする安田の話に、「（相手が）人間じゃないから、今までに味わったことのない感覚を女の子は味わってるじゃないですか」と興奮気味に乗ってきた。

#### 作品リスト（初期三部作・スピンオフシリーズ）
- 超神伝説うろつき童子 - 超神誕生編（40分） - 1987年1月21日発売
- 超神伝説うろつき童子2 - 超神呪殺篇（54分） - 1988年3月21日発売
- 超神伝説うろつき童子3 - 完結地獄篇（45分） - 1989年4月10日発売
- 真・超神伝説うろつき童子 魔胎伝（上）（45分） - 1990年12月1日発売
- 真・超神伝説うろつき童子 魔胎伝（下）（45分） - 1991年4月10日発売
- 超神伝説うろつき童子・未来篇（50分） - 1992年10月1日発売
- 超神伝説うろつき童子・未来篇2（45分） - 1993年1月21日発売
- 超神伝説うろつき童子・未来篇3（50分） - 1993年5月21日発売
- 超神伝説うろつき童子・未来篇4（50分） - 1993年8月21日発売
- 超神伝説うろつき童子・放浪篇  （45分） - 1993年12月21日発売
- 超神伝説うろつき童子・放浪篇2（45分） - 1994年3月21日発売
- 超神伝説うろつき童子・放浪篇3（45分） - 1995年5月20日発売
- 超神伝説うろつき童子・完結篇1（54分） - 1996年12月28日発売

### THE UROTSUKI
2002年に『THE UROTSUKI』のタイトルで製作された。獣人界で執行間近の死刑囚として扱われる天邪鬼をはじめ、初期三部作の登場人物やシナリオに大幅なアレンジを加えた作品。本作オリジナルの人物や魔物も登場する。
2012年には、『うろつき童子 THE UROTSUKI』のタイトルで上下巻の全2巻で発売された。

#### スタッフ（THE UROTSUKI）
- 原作 - 前田俊夫
- 企画、総合プロデューサー - 山木泰人
- 監督 - 金剛時弾
- 脚本 - 川口高朗（第1章）、伊達憲星
- 演出、CG設計 - 水野宮孔
- キャラクターデザイン - 金剛時弾、小林靖（第3章）
- 絵コンテ・作画監督 - 金剛時弾（第1章、第2章）、水野宮孔（第2章、第3章）
- 美術監督 - 伊藤聖
- 撮影監督 - 池田裕行
- 音楽 - 天野正道
- アニメーション制作 - フェニックス・エンタテインメント
- 製作 - 斎藤斎、加来洋二、山木泰人

#### キャスト（THE UROTSUKI）
- 天邪鬼 - 西村朋紘[29]
- 尾崎則一 - 檜山修之[29]
- 南雲辰夫 - 辻谷耕史[29]
- ミミ - 石塚理恵[30]
- 水角獣 - 石井康嗣[29]
- ナオミ - 力丸乃りこ [31]
- 黒子 -  檜山修之[30]

#### 作品リスト（THE UROTSUKI）
- THE UROTSUKI 第1章（44分） - 2002年5月3日発売
- THE UROTSUKI 第2章（47分） - 2002年8月9日発売
- THE UROTSUKI 第3章（39分） - 2002年11月15日発売
- うろつき童子 THE UROTSUKI 上巻（63分） - 2012年1月20日発売[32]
- うろつき童子 THE UROTSUKI 下巻（64分） - 2012年1月20日発売[33]

## 劇場アニメ版
超神伝説うろつき童子 オリジナル劇場公開版
アダルトアニメ版初期三部作を106分に構成した再編集版。1989年3月18日に松竹富士系で公開。元のR-18描写は再編集によって抑えられており、R-15指定となっている。
一部、劇場用の新作パートが挿入され、台詞の録り直しや終盤の大幅な台詞変更、エフェクト処理のやり直しなど、単品のOVA版と相違点がある。随所に作画のリテイクを施し、特に本編中盤（OVA第2巻部分）はキャラクターの顔を中心に作画修正が行なわれ、既存の音声と映像を単に流用しただけの作品ではない。2010年にグリーンバニーから単品DVDが発売された。
超神伝説うろつき童子 狂王篇 劇場V2 狂殺魔獣伝
アダルトアニメ版『魔胎伝』『未来篇』『放浪篇』を120分に再編集。「劇場V2」とあるが映画館で上映されたわけではなく、1996年3月30日のソフト化により公開された。
ビデオカセットとレーザーディスクは日本コロムビアより発売。2010年にグリーンバニーからDVDが発売された。

## 再編集版
真・超神伝説うろつき童子 魔胎伝 インターナショナル完全版
『魔胎伝』上下巻を110分に編集。ミュンヒハウゼン2世が、女性を生贄にして虎鵬鬼を召喚する儀式の新作パートが含まれるほか、本編も一部作画のリテイクがある。松竹ホームビデオより1991年7月21日発売。
超神伝説うろつき童子・放浪篇 邪淫姦全版
『放浪篇』3作品を100分に再編集。ジャケット裏面に「放浪篇のエロチックシーンをメインフューチャーし、全く新しいコンセプトの元に、新作150カットを追加したスペシャル・エディション!!」（原文ママ）とある通り、最後に大人になった狂王ヒミのセックスシーンが新作で描かれている。巻末に「この作品は『うろつき童子』の原点に戻り、新しく製作される『完結篇』の序章として製作されました」というテロップが表示される。日本コロムビアより1995年11月1日発売。

## アダルトゲーム版
1990年4月21日に、フェアリーテールより発売された。
コマンド選択総当たり式のPC-8801mkIISR以降/PC-9801V以降/X68000/MSX2以降向け18禁アドベンチャーゲームであり、シナリオは漫画版を元に若干のオリジナル展開を加えたもの。グラフィックは、漫画版ともアダルトアニメ版とも異なる独自の絵柄で描かれている。